# Janel McCarville
Cet article possède un paronyme, voir Carville.
Janel McCarville, née le 3 novembre 1982 à Stevens Point, Wisconsin, est une joueuse américaine professionnelle de basket-ball. 

## Débuts
McCarville rejoint Stevens Point Area Senior High (en) (SPASH) (Wisconsin), où elle mène son école à un bilan de 59 victoires - 11 défaites lors de ses trois années.
Lors de son année senior, McCarville inscrit 19,4 points par match et mena son équipe à la tête du tournoi de Division I de l'État du Wisconsin, avec des moyennes de 21,7 points et 14,7 rebonds par match. Elle partagea le titre de Wisconsin Player of the Year avec Mistie Bass et fut honorée comme AAU All-American et en tant que membre de la All-state first team 2001.

## Carrière universitaire
McCarville est une solide joueuse de basket-ball à l'Université du Minnesota (Twin Cities), ce qui lui conféra le surnom de « Shaq ». McCarville est titulaire lors de ses quatre années de présence avec les Golden Gophers du Minnesota, toutes soldées par une qualification pour le tournoi final NCAA dont un Final Four en 2004 conclu par une élimination face aux Huskies de Diana Taurasi. De 2001 à 2004, elle est équipière de Lindsay Whalen.
McCarville se classe au Top 5 de chaque catégorie statistique majeure avec son équipe des Golden Gophers, que ce soit aux points, aux rebonds, aux passes décisives, aux interceptions et aux contres. McCarville détient le record de  du nombre de rebonds captés au tournoi final NCAA, avec 75 rebonds en cinq rencontres. Elle détient aussi le record NCAA de la meilleure moyenne aux rebonds au tournoi, avec 15 par match.
Deux fois finaliste du Wade Trophy (2004, 2005), McCarville obteint de nouveaux records historiques de l'université : adresse (58,2 %), contres (196) et double-doubles (49). En 2013, elle se classe toujours cinquième au nombre de points marqués (1 835), seconde aux rebonds (1 206), septième aux passes (310) et troisième aux interceptions (273).

## Carrière WNBA
Lors de la draft 2005, McCarville est choisie par le Sting de Charlotte au premier rang.
À Charlotte, elle manque un certain nombre de rencontres à cause de blessures, ne répondant ainsi pas aux attentes liées à son statut de numéro 1 de la draft. 
Au printemps 2007, après la dissolution du Sting, McCarville est sélectionnée par New York lors de la draft de dispersion. Lors de la première partie de la saison 2007, elle gagne sa place dans la rotation du Liberty, prenant la place de la rookie Jessica Davenport. Elle fait plus qu'y doubler ses statistiques avec 10,4 points, 4.8 rebonds, 1,1 passe décisive et 1.2 interception, elle est nommée joueuse ayant le plus progressé sur la saison et passe deux autres saisons réussies à New York.
Absente des parquets WNBA en 2011 et 2012, elle est impliquée dans un transfert en mars 2013 qui l'envoie au Lynx du Minnesota, où elle retrouve son ancienne coéquipière des Golden Gophers Lindsay Whalen. Arrivée par un transfert du Liberty, elle joue deux saisons dans le Minnesota avec 7,9 points, 4,8 rebonds et 3,1 passes décisives lors de la saison WNBA 2014. Attendue par la franchise pour la reprise, elle annonce au Lynx faire l'impasse sur la saison WNBA 2015.

## Carrière internationale
McCarville est membre de l'équipe américaine vainqueur de la médaille d'argent aux Jeux Pan-Américaines à Santo Domingo, République dominicaine.
Lors des saisons 2006-2007 et de l'actuelle saison 2007-2008, McCarville évolue sous les couleurs de Kosice, (Slovaquie) avec son ancienne coéquipière du Sting de Charlotte, Kelly Mazzante. À l'automne 2007, McCarville est sélectionnée dans l'équipe américaine qui arrive à la deuxième place du tournoi FIBA World League.
En 2012-2013, elle signe avec le club turc de Canik Belediyesi, pour des moyennes de 11,9 points avec une adresse de 52,6 %, 8,2 rebonds et 1,6 passe décisive, mais quitte le club en janvier arguant de retards de salaire.
En 2014-2015, elle dispute le championnat chinois avec Liaoning Hengye avec des statistiques de 11,2 points et 7,0 rebonds par rencontre. Elle fait l'impasse sur la saison WNBA 2015 pour des raisons physiques. En septembre 2015, elle est engagée par le club d'Euroligue turc Abdullah Gül Üniversitesi pour suppléer Marianna Tolo à la suite de sa blessure en WNBA. Après sa saison en Turquie (23 rencontres de championnat avec 7,4 points, 5,3 rebonds et 2,1 passes décisives et 12 rencontres d'Euroligue 7,9 points, 4,8 rebonds et 1,7 passe décisive), elle s'engage en mai 2016 pour effectuer son retour au Lynx.

## Distinctions individuelles
- Joueuse ayant le plus progressé de la saison WNBA 2007[12]

## Europe
- 2006-2008 :  Good Angels Košice
- 2008-2009 :  CSKA Moscou
- 2009-2010 :  Spartak région de Moscou
- 2010-2012 :  Famila Schio
- 2012-2013 :  Canik Belediyesi
- 2013-2014 :  CCC Polkowice
- 2014-2015 :  Liaoning Hengye
- 2015-2016 :  AGÜ Kayseri
- 2017 (jan.) :  AIK Basket Solna (2e division)
- 2017-2018 :  AIK Basket Solna
- 2018-2020 :  Alvik Basket Stockholm